# Tracy Morgan
Tracy Morgan (født 10. november 1968 i New York i USA), er en amerikansk skuespiller og komiker. Morgan er måske mest kendt for sin medvirken i Saturday Night Live og tv-serien 30 Rock.